# 귀인 박씨 (세종)
귀인 박씨(貴人 朴氏, 생몰년 미상)는 조선 세종의 후궁이다. 장의궁주(莊懿宮主)라고도 한다.

## 생애
본관은 밀양으로, 안변도호부사 등을 지낸 박강생의 딸이다. 박강생은 딸이 후궁에 책봉되기 2년 전인 1422년(세종 4년)에 죽었다.
박씨는 1424년(세종 6년) 음력 10월 26일 최사의의 딸(귀인 최씨)과 함께 후궁에 책봉되었다. 이어 다음날 장의궁주에 봉해졌으며, 같은 날 박씨의 오빠 박의문은 종부판관에 임명되었다. 한편 같은 해 음력 11월에 박씨의 아버지 박강생을 추증하는 일에 대해 논의가 이루어졌으며, 박강생에게는 1품의 품계와 찬성이 추증되었다.
이후 박씨는 함께 입궁한 최씨와 함께 1428년(세종 10년) 음력 6월 16일 종1품 귀인에 봉해졌다. 세종과의 사이에서 자녀는 없었으며, 언제 죽었는지는 알 수 없다.
한편 조선에서 후궁을 입궁시킬 때 "궁주"라는 칭호를 쓴 것은 박씨와 최씨가 마지막이며, 이후 후궁들은 "빈"~"숙원"의 작위에 봉해졌다.

## 기타
1425년(세종 7년) 내관 임경과 동궁사약 이세가 궁궐 내에서 총알을 쏘다가 장의궁주전을 범하는 바람에 형장을 맞고 귀양을 가는 일이 있었다. 원래는 교수형에 처해져야 했으나, 특별히 형을 감한 것이었다.

## 가족 관계
- 아버지 : 박강생(朴剛生, 1369~1422)
  - 오빠 : 박의문(朴疑問, ?~1429)[9]